# 池田町白地
池田町白地（いけだちょうはくち）は、徳島県三好市の町名。2015年10月1日現在の人口は1,570人、世帯数は630世帯。郵便番号は〒778-5251。

## 地理
西は池田町馬路、東は池田町西山及び吉野川を挟んで池田町中西・池田町イタノ、南は山城町大和川、北は香川県三豊市にそれぞれ接する。

### 山岳
- 雲辺寺山
- 中蓮寺峰

### 河川
- 吉野川
- 馬路川
- 鮎苦谷川

### 小字
- 井ノ久保
- ウマバ
- ノロウチ
- フコヲヘ
- 本名
- 大和川

## 歴史
- 2006年（平成18年）3月1日 - 三好郡池田町が三野町・山城町・井川町・東祖谷山村・西祖谷山村と合併して三好市が発足し、現在の町名となる。

## 施設

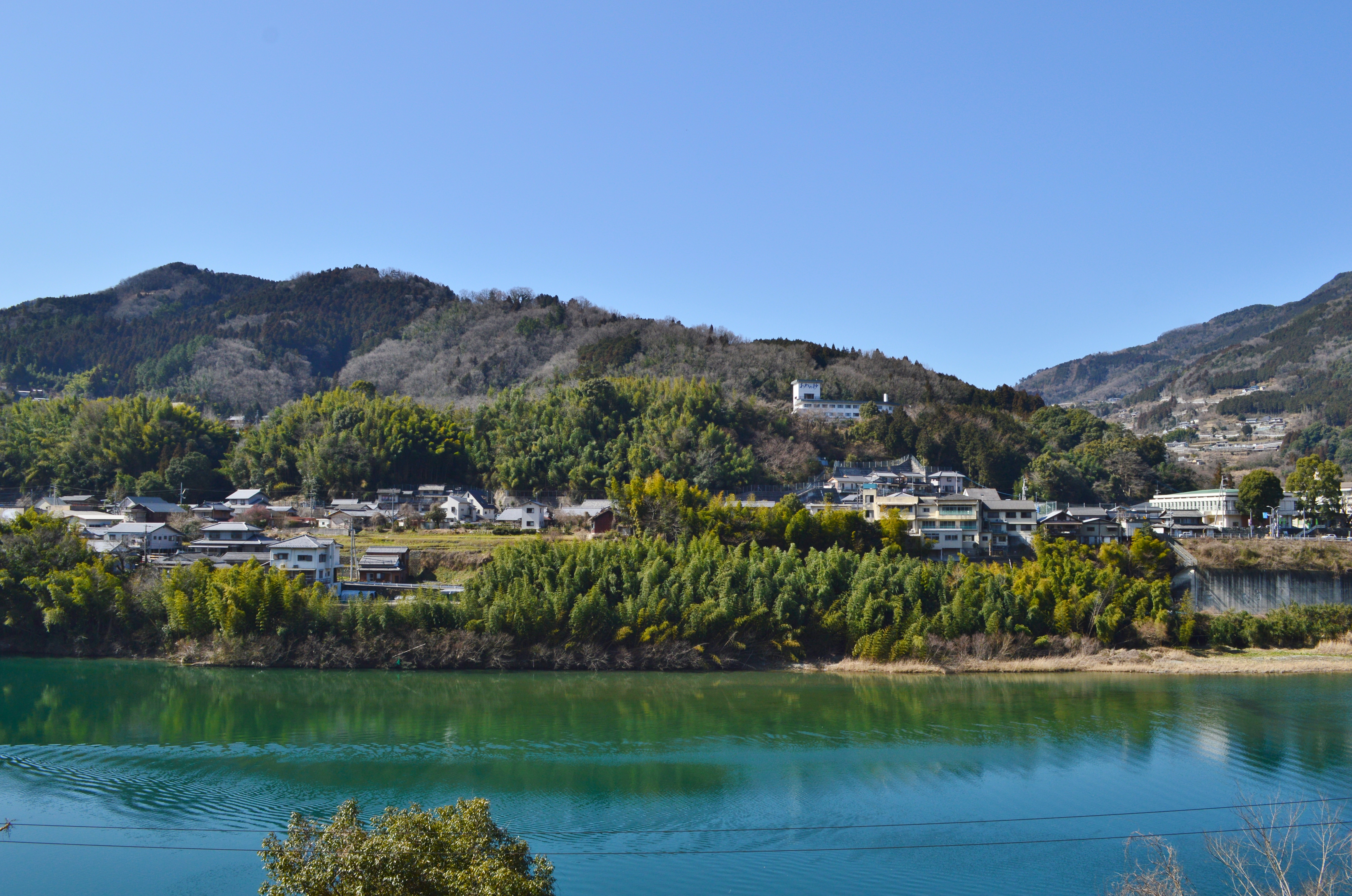
白地城址

### 社寺
- 雲辺寺
  - 雲辺寺ロープウェイ
- 八幡寺
- 聖郷神社
- 三社神社
- 妙見神社
- 御三崎神社
- 落裏大師堂

### 史跡
- 白地城址

### その他
- 六地蔵越

## 交通

### 鉄道
- 地内に駅はなく、最寄り駅はJR土讃線の三縄駅。

### 道路
高速
- 徳島自動車道

国道
- 国道192号
- 国道319号

都道府県道
- 徳島県道・香川県道6号込野観音寺線
- 徳島県道267号白地州津線
- 徳島県道268号野呂内三縄停車場線

### 橋梁
- 三好橋 - 徳島県道268号野呂内三縄停車場線。吉野川。
- 池田大橋 - 国道319号。吉野川。